# Onthophagus schunckei
Onthophagus schunckei är en skalbaggsart som beskrevs av Renaud Maurice Adrien Paulian 1936. Onthophagus schunckei ingår i släktet Onthophagus och familjen bladhorningar. Inga underarter finns listade i Catalogue of Life.